# Turn It Up! (EP)
Turn It Up! är det svenska hårdrocksbandet Bulletrains andra EP, släppt den 3 juli 2009. EP:n producerades av Klas Ideberg, från Darkane, och spelades in i Sensus Studios i Helsingborg. Den 4 augusti 2008 laddade bandet upp två nya låtar på sitt Myspace-konto: "Eat Me Raw" och "Route 27", båda producerade av Niklas Svärd. Dock påbörjade inte inspelningen av Turn It Up! förrän tidigt under nästa år och varade fram till den 29 juni 2009. Den 10 maj 2009 laddade Bulletrain upp en video på Youtube, som visar när sångaren Robert Lindell spelar in sin sång för "Even with My Eyes Closed". Basisten Tim Svalö valde att lämna bandet i slutet av juni 2009, runt den tid då inspelningen av EP:n färdigställdes. EP:n lanserades den 3 juli 2009 på Myspace. 500 kopior trycktes av Turn It Up! på CD och dessa såldes i butik, med start den 4 augusti 2009, för 50 kronor styck. En av låtarna från EP:n, "Even with My Eyes Closed", spelades senare in igen för debutalbumet Start Talking (2014).

## Låtlista
| Nr           | Titel                    | Längd |
| ------------ | ------------------------ | ----- |
| 1.           | My Way                   | 3:50  |
| 2.           | Turn It Up!              | 3:24  |
| 3.           | Fly Away                 | 5:10  |
| 4.           | Even with My Eyes Closed | 5:50  |
| Total längd: | Total längd:             | 18:14 |

## Medverkande
- Robert Lindell – sång
- Mattias Persson – sologitarr
- Robin Bengtsson – kompgitarr
- Tim Svalö – elbas
- Jonas Tillheden – trummor

### Övriga medverkande
- Klas Ideberg – producent